# Colwyn Bay FC
Colwyn Bay FC is een Welshe voetbalclub uit Colwyn Bay, en was samen met Cardiff City, Swansea City,
Wrexham FC, Newport County AFC en Merthyr Tydfil FC een van de zes voetbalclubs uit Wales die in de Engelse competitie spelen.
Na afloop van het seizoen 2018/19 keerde Colwyn Bay FC terug naar de Welshe voetbalcompetitie.